# Lonely Won't Leave Me Alone
«Lonely Won't Leave Me Alone» es una canción del cantante hawaiano Glenn Medeiros que fue publicada como sencillo en 1988 y que fue incluida en el álbum debut Glenn Medeiros.

## Lista de canciones
7" single Mercury 870 191-7, Países Bajos 1986
1. "Lonely Won't Leave Me Alone" — 4:24
2. "Watching Over You" — 4:08

## Posición en las listas
El sencillo permaneció 18 semanas en el chart francés desde el 2 de julio de 1988 al 29 de octubre de 1988. Alcanzó el N.º13 como máxima posición.
| Chart (1988) | Máxima posición |
| ------------ | --------------- |
| Francia      | 13              |

## Créditos
- Productor: Jay Stone
- Productor ejecutivo: Leonard Silver
- Fotografía de portada: Sam Emerson